# Piorun (zespół muzyczny)
Piorun jest neofolkowym zespołem muzycznym z Polski. Nazwą nawiązuje do jednego ze słowiańskich bóstw – Peruna, którego atrybutem był piorun. Początkowo zespół tworzył w Chełmie a następnie przeniósł się do Gdańska, gdzie funkcjonuje do dziś.

## Twórczość
Muzycy, tworzący w tym neofolkowym projekcie w warstwie wokalnej odwołują się do tradycji pogańskiej Słowian i eksponowania przyrody.

## Członkowie
- Wilk Wojbor – wokal
- Wojnar Sławigrom – wokal, instrumenty klawiszowe, gitara
- Gniew Gromosław – wokal
- Munruthel – perkusja
- Saturious – piszczałki
- Kniaź Varggoth – występujący m.in. w ukraińskim zespole blackmetalowym Nokturnal Mortum. W Piorunie odpowiedzialny za gitarę, wokal, lirę oraz piszczałki. Ograniczał się do występów grupy na żywo.

## Dyskografia
Początkowo, nim artyści wydali swój pierwszy album, współpracowali z wytwórnią Majestat Nocy oraz Nawia Production. Natomiast Stajemy Jak Ojce ujrzał światło dzienne dzięki staraniom wytwórni Eastside.

### Albumy
- Stajemy Jak Ojce (2004)

### Dema
- Wicher W Okowach Nocy (1998)
- Goreją Wici Wojenne (1999)

### Splity
- Z Pieśnią Na Ustach... Z Mieczem W Dłoni! (1999) – split wydany ze Stara Pieśń